# Юйхуа (Шицзячжуан)
Юйхуа́ (кит. упр. 裕华, пиньинь Yùhuá) — район городского подчинения городского округа Шицзячжуан провинции Хэбэй (КНР).

## История
Район был создан в 2001 году на базе бывшего Пригородного района Шицзячжуана с добавлением части территорий окружающих районов и уездов.

## Административное деление
Район Синьхуа делится на 11 уличных комитетов и 2 посёлка.